# Basilica sotterranea di Porta Maggiore
La basilica sotterranea di Porta Maggiore è una basilica neopitagorica che si trova a Roma, nel quartiere Prenestino-Labicano, vicino alla Porta Maggiore. È di epoca tiberiana o claudia (tra il 14 ed il 54 d.C.).
La sua scoperta avvenne casualmente il 23 aprile 1917, in seguito al cedimento di una volta della basilica, sulla quale si stava costruendo il viadotto ferroviario da e per la stazione Termini e, a livello stradale, la linea tramviaria che serve i quartieri situati lungo la via Prenestina. La Basilica di Porta Maggiore è considerata la più antica basilica pagana di tutto l'Occidente.

## La basilica

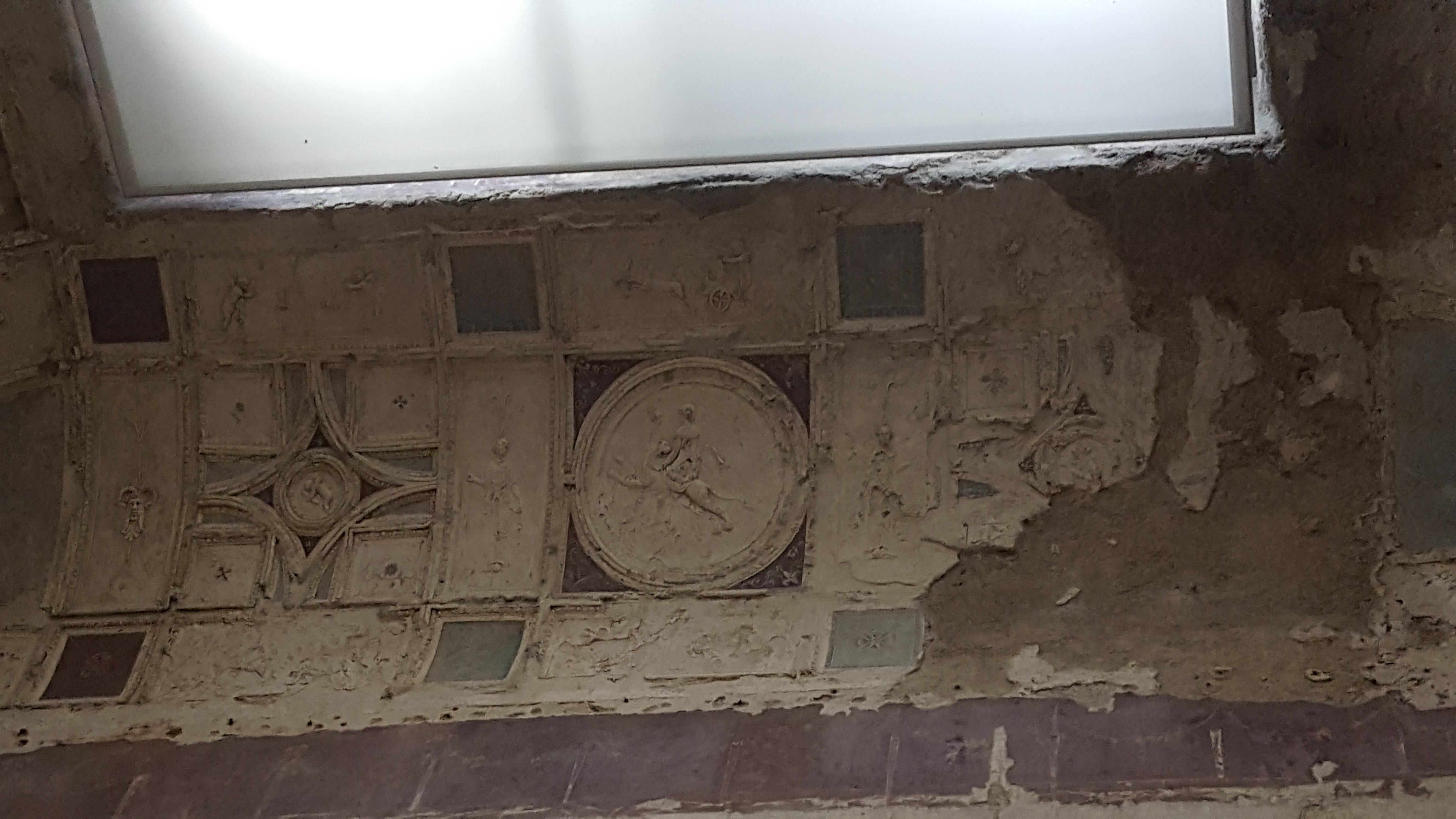
Pannelli rettangolari sulla volta dell'atrio, decorati con putti e figure mitologiche varie, talora con motivi floreali.

Per costruire la basilica sono state scavate sottoterra le forme delle colonne e poi è stato colato dentro dell'aggregato cementizio, questo aggregato una volta consolidato ha permesso di creare la volta e un'apertura sul vertice, e successivamente è stata svuotata la terra dentro. 
La basilica ha una struttura a tre navate con abside centrale e misura circa 12 metri di lunghezza, 9 di larghezza e 7 di altezza.
I soffitti e le pareti sono fittamente adornati di stucchi rappresentanti diverse scene mitologiche con tema il destino dell'anima e i segreti delle iniziazione ai Misteri. Tra queste: Ganimede rapito da Zeus, Medea che offre una bevanda magica al drago che custodisce il vello d'oro in modo che Giasone se ne possa impadronire, la poetessa Saffo che si getta in mare e, ancora, vittorie alate, teste di medusa, bambini che giocano, anime condotte agli inferi, un rito di matrimonio, oggetti di culto, animali e un pigmeo che torna dalla caccia alla sua capanna.
L'ingresso, seminascosto e quasi sempre chiuso ed inesplorato, non è quello originario.
Dalla fine dell'aprile 2015 previa prenotazione pochi visitatori possono visitare questi ambienti in alcune domeniche.

### Funzionalità

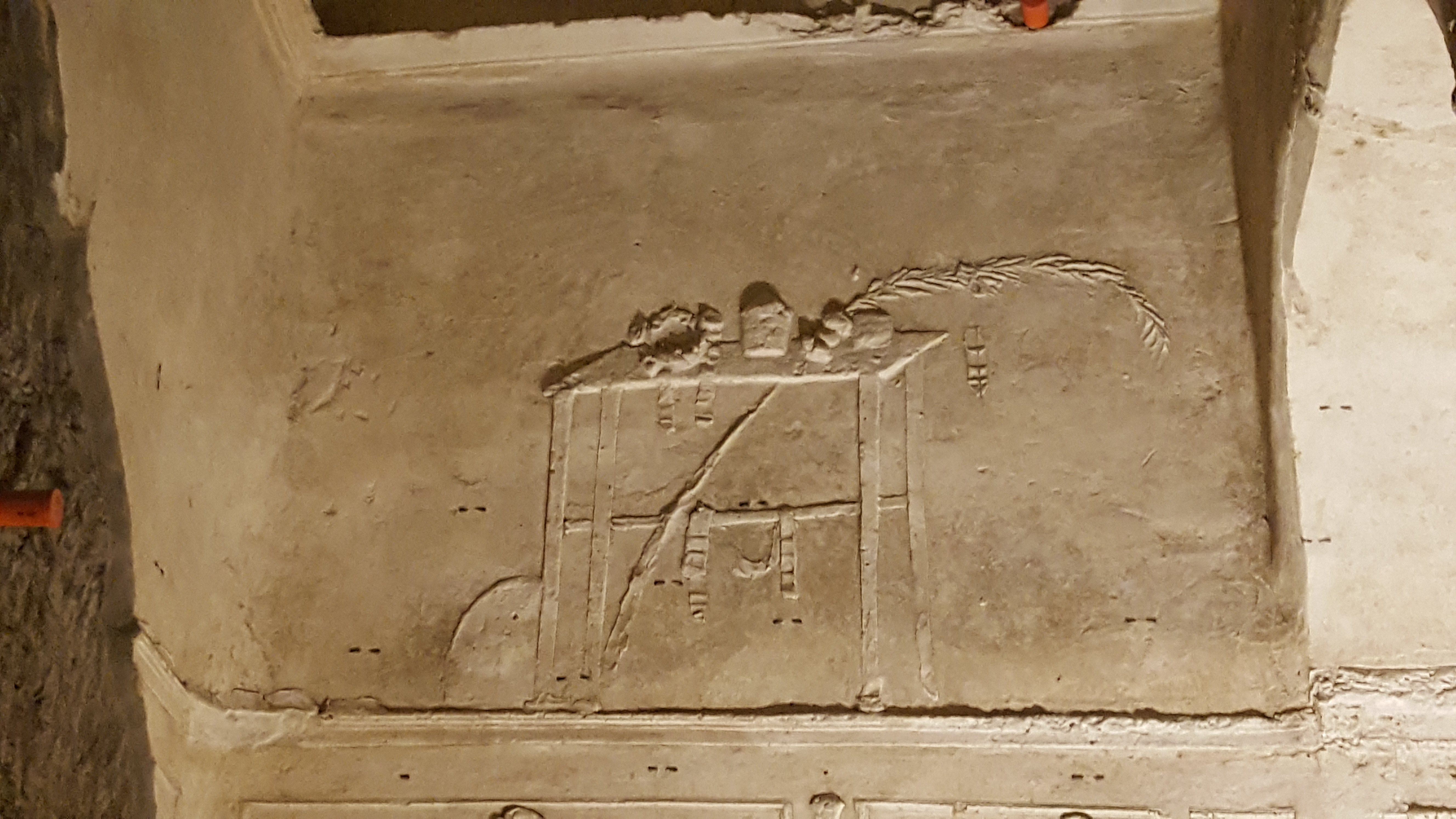
Stucchi che raffigurano oggetti rituali disposti su un tavolo.

Probabile opera di una setta mistico-esoterica, risulta ancora incerta la sua funzionalità: tomba o basilica funeraria, ninfeo o, più probabilmente, tempio neopitagorico.
La natura magica e misteriosa del luogo ha dato adito a voci che la vogliono dimora dei fantasmi e proprio per questo motivo più di qualcuno la vuole sede di celebrazioni di riti magici.
Esiste una tesi interessante del professore belga Hans van Kasteel, che ha pubblicato in francese sulla questione: Le Temple de Virgile (Éditions Beya, 2016). Secondo questo lavoro, la basilica sotterranea non sarebbe nient'altro che un commentario, versetto per versetto, di Virgilio stesso.

### Manutenzione
Per evitare ulteriori danneggiamenti derivanti dalle vibrazioni dei treni e dalle infiltrazioni d'acqua, nel 1951 venne posta una soletta di cemento armato con una intercapedine. Un impianto di immissione ed emissione di aria mantiene i parametri termoigrometrici stabili all'interno dell'ipogeo, costantemente monitorati da un sistema di rilevamento di T° e U.R.;  un monitoraggio biologico e aerobiologico rileva l'eventuale presenza di produzioni biologiche sulle superfici e nell'aria..

## Collegamenti
|  | È raggiungibile dalla stazione Porta Maggiore. |

La basilica può essere raggiunta anche con le seguenti linee tramviarie:
- dalla stazione Termini:  e
- dai quartieri lungo la via Prenestina: ,  e
- dalla stazione Trastevere e la zona del centro storico:
- da piazza Risorgimento (nei pressi della basilica di San Pietro):
- dalla zona di villa Borghese:  e